# Norra Gudmundtjärnen
Norra Gudmundtjärnen är en sjö i Mora kommun i Dalarna och ingår i Dalälvens huvudavrinningsområde.